# Liberi tutti
Liberi tutti è un singolo del gruppo musicale italiano Subsonica, il secondo estratto dal secondo album in studio Microchip emozionale e pubblicato nell'ottobre 1999. È stato scritto da Max Casacci (musica e testo) e Samuel Romano (testo).
Al brano ha collaborato il cantautore romano Daniele Silvestri. Il brano viene utilizzato nella campagna pubblicitaria Io voto.

## Video musicale
Il videoclip è stato diretto da Alessandro Pescetta, ed ha una storia piuttosto surreale. L'ambientazione è quella di una classe di chimica, in cui l'arcigna professoressa interroga ad uno ad uno i propri studenti ad una partita a scacchi, giocata con strane pedine. Alla partita interviene il cantante dei Subsonica, che riesce a battere l'insegnante, liberando conseguentemente gli alunni. Da notare che nel video compare Daniele Silvestri.

## Tracce
1. Liberi tutti (Radio Edit Version) – 3:59
2. Liberi tutti (Subsonica Remix) – 4:12
3. Liberi tutti (Elettroacustico Remix) – 4:14

## Altro
Liberi Tutti è un'associazione apolitica e senza finalità di lucro che si propone di promuovere e favorire iniziative di carattere culturale e sociale all'interno del territorio abruzzese e più precisamente a  salvaguardare e valorizzare il patrimonio artistico, culturale, eno-ganostronomico, artigianale, ambientale e sociale di Gissi (CH).